# レジェンド 狂気の美学
『レジェンド 狂気の美学』（原題: Legend）は、2015年のイギリスの犯罪映画である。ジョン・ピアソンのノンフィクション『ザ・クレイズ 冷血の絆』を原作にしている。監督・脚本はブライアン・ヘルゲランド、主演はトム・ハーディが一人二役で務めた。
本作は1960年代にロンドンで活動していたギャングのリーダー、クレイ兄弟を主人公としている。

## あらすじ
1960年代のロンドンイーストエンド。一卵性双生児のレジナルドとロナルド・クレイの兄弟は、ギャングのリーダーとして頭角を現した。
経営の才能を併せ持つ兄のレジナルドは、部下の妹であるフランシスと恋仲になる。ギャングに否定的なフランシスのために足を洗うと約束したレジナルドだったが、暴れ者の弟ロナルドはそれを快く思わず、兄弟の間には次第に不協和音が生まれる。

## キャスト
レジナルド・"レジー"・クレイ
演 - トム・ハーディ、日本語吹替 - 堀内賢雄
ロンドンのギャング、クレイ兄弟の兄。ギャングの傍らナイトクラブを経営している。腕っぷし、冷酷さ、経営の才能を併せ持つ、カリスマ性にあふれた人物。
ロナルド・"ロン"・クレイ
演 - トム・ハーディ、日本語吹替 - 高木渉
ロンドンのギャング、クレイ兄弟の弟。キレると手の付けられない暴れ者で、精神安定剤を常用している。スタイリッシュな兄とは対照的にがっしりとした体形で、同性愛者であることをカミングアウトしている。
フランシス・シェイ
演 - エミリー・ブラウニング、日本語吹替 - 甲斐田裕子
レジーの部下の妹。大学で速記術を学んでいる。ある日レジーと出会い恋に落ちる。ギャング活動には否定的で、レジーに足を洗うよう求める。
レオナルド・"ニッパー"・リード
演 - クリストファー・エクルストン、日本語吹替 - 鹿瀬ハジメ
ロンドン警視庁の刑事。クレイ兄弟を追う。
レズリー・ペイン
演 - デヴィッド・シューリス、日本語吹替 - 黒澤剛史
クレイ兄弟の相談役。ギャング活動を「ビジネス」と考えており、レジーからは信頼されているがロンからは嫌われている。
エドワード・"マッド・テディ"・スミス
演 - タロン・エジャトン、日本語吹替 - 兵頭淳作
ロンの部下で同性の恋人とされるサイコパスの青年。
アンジェロ・ブルーノ
演 - チャズ・パルミンテリ、日本語吹替 - 安富史郎
チャーリー・リチャードソン
演 - ポール・ベタニー（クレジットなし）
フランキー・シェイ
演 - コリン・モーガン、日本語吹替 - 益山将成
フランシスの兄。
シェイ夫人
演 - タラ・フィッツジェラルド、日本語吹替 - ちふゆ
フランシスとフランキーの母。
デヴィッド・ベイリー
演 - アナイリン・バーナード（クレジットなし）
アルバート・ドノヒュー
演 - ポール・アンダーソン、日本語吹替 - 三上哲
ティミ・ユーロ
演 - ダフィー
ハロルド・ウィルソン
演 - ケヴィン・マクナリー
ブースビー卿
演 - ジョン・セッションズ
アントニオ・カポニグロ
演 - アレックス・ジャンニーニ
ジャック・マクヴィティー
演 - サム・スプルエル、日本語吹替 - 赤坂柾之

## 受賞
| 映画賞                             | 賞                     | 対象           |
| ---------------------------------- | ---------------------- | -------------- |
| 第18回英国インディペンデント映画賞 | 主演男優賞             | トム・ハーディ |
| 第19回トロント映画批評家協会賞     | 主演男優賞             | トム・ハーディ |
| ロンドン映画批評家協会賞           | 男優賞（イギリス国内） | トム・ハーディ |